# NGC 5976
NGC 5976 este o galaxie lenticulară situată în constelația Dragonul. A fost descoperită în 6 mai 1850 de către William Parsons, 3rd Earl of Rosse⁠(d).